# Marga Demmers
Marga Demmers (Voorburg, Països Baixos, 1950) és traductora i intèrpret de català i castellà al neerlandès. A més de traduir documents jurídics i comercials, es dedica a la traducció de literatura castellana i catalana, i s'esmerça a difondre la cultura i literatura catalanes als Països Baixos. Al seu blog Catalonië, publica notícies, ressenyes de novel·les traduïdes, i traduccions pròpies de poesia i contes.
Va llicenciar-se en Filologia hispànica i Filologia catalana a la Universiteit Leiden el 1982. Per actualitzar els seus coneixements, en el present cursa Filologia catalana a la UOC. L'any 1988, l'editorial feminista Sara va acceptar la seva proposta de publicar la traducció dels dos reculls de Carme Riera Te deix, amor, la mar com a penyora i Jo pos per testimoni les gavines. També va col·laborar en diverses revistes i festivals literaris com a crítica, traductora i redactora invitada i especialista en la literatura catalana contemporània. Els últims anys, s'ha consagrat a l'estudi i la traducció de poesia. Al congrés de l'Anglo-Catalan Society (2010), va presentar una comunicació sobre el símbol del griu a la poesia de Joan Vinyoli. Actualment prepara una antologia de poesia de poetes catalans sota el títol de Rebellie.